# Manlio Brosio
Manlio Giovanni Brosio, italijanski pravnik, diplomat in politik, * 10. julij 1897, Torino, † 14. marec 1980, Torino.
Po študiju prava na Univerzi v Torinu je vstopil v politiko, a je bil kmalu izločen zaradi nasprotovanja fašizmu. Po koncu druge svetovne vojne je bil namestnik predsednika Vlade Italije (1945), minister za obrambo Italije (1945-1947), veleposlanik Italije v Sovjetski zvezi (1947-1952), veleposlanik Italije v Združenem kraljestvu (1952-1955), veleposlanik Italije v ZDA (1955-1961), veleposlanik Italije v Franciji (1961-1964) in generalni sekretar Nata (12. maj 1964 - 3. september 1971).